# Srpska Neuzina
Srpska Neuzina je nekad bilo samostalno selo. Danas je dijelom sela Neuzine, u Banatu, u autonomnoj pokrajini Vojvodini, Republika Srbija.

## Zemljopisni položaj
Nalazilo se na 45° 20' sjeverne zemljopisne širine i 20°42' istočne zemljopisne dužine. Hrvatska Neuzina se nalazi odmah u produžetku Hrvatske Neuzine, u pravcu jugozapada. Selo je smješteno istočno od rukavca rijeke Tamiša. Botoš je preko rijeke, 2 km jugozapadno.

## Povijest
Za vrijeme socijalističke Jugoslavije spojena je s naseljem Hrvatskom Neuzinom u naselje Neuzinu.

## Upravna organizacija
Danas pripada naselju Neuzini u općini Sečnju u Srednjobanatskom okrugu, autonomna pokrajina Vojvodina.